# امریکن فالکون
امریکن فالکون (به انگلیسی: American Falcon) یک شرکت هواپیمایی آرژانتینی با کد یاتا WK بود که در بوئنوس آیرس قرار داشت. این شرکت هواپیمایی در تاریخ ۱۹۹۵ میلادی تأسیس شد و در سال ۲۰۰۴ نیز غیرفعال شد.